# Brandon DiCamillo
Brandon Ralph DiCamillo (født 15. november 1976 i West Chester, Pennsylvania) er en amerikansk skuespiller som bl.a. har medvirket i tv-programmet Viva la Bam på MTV.
Brandon DiCamillo er barndomsven med Bam Margera og Ryan Dunn.